# Julius Dahlke
Julius Dahlke, né le 28 juin 1891 à Berlin et mort le 14 novembre 1951 à Seefeld (Autriche), est un pianiste allemand.

## Biographie
Julius Dahlke débute en 1922 comme soliste de l'orchestre philharmonique de Berlin. En 1930-1939, il dirige le trio Dahlke auquel participent le clarinettiste Alfred Richter et le violoncelliste Walter Schulz. Il se produit aussi comme accompagnateur de grandes cantatrices, comme Elisabeth Grümmer ou Lula Mysz-Gmeiner. À partir de 1912, il enseigne à Berlin au conservatoire Ochs-Eichelberg, puis à l'institut de musique d'église, où parmi ses élèves l'on peut distinguer Eberhard Wenzel.
Il est inhumé au cimetière évangélique de Nikolassee, à Berlin-Zehlendorf.